# Corpo Nacional de Escutas - Escutismo Católico Português
O Corpo Nacional de Escutas - Escutismo Católico Português (CNE) MHIH • MHM • MHIP é a maior organização escutista de Portugal. Foi fundado em 1923, como Corpo de Scouts Católicos Portugueses, passando a Corpo Nacional de Scouts (CNS) em 1925 e adquirindo a denominação atual em 1937.
Constitui uma associação de educação não-formal cuja finalidade é a formação integral de crianças e jovens de ambos os géneros tornando-os em cidadãos ativos, sempre com o apoio de voluntários e à luz do Evangelho de Jesus Cristo e segundo a doutrina da Igreja Católica Romana que a associação professa, assume e difunde.
O CNE baseia a sua ação num programa educativo adaptado aos desafios da nova era e nas finalidades e princípios do método escutista concebido por Baden-Powell — Fundador do Escutismo — atualmente protagonizado pela Organização Mundial do Movimento Escutista.
O CNE é uma instituição reconhecida de Utilidade Pública pelo Governo, desde 1983. É uma associação sem fins-lucrativos, apartidária, não-governamental e de reconhecida utilidade pública.
A Animação da Fé, característica do Escutismo do CNE, é feita naturalmente através do jogo escutista, vivido à luz de Jesus e do Evangelho, procurando contribuir para a formação humana e cristã dos seus associados, pelo testemunho da vida em comunhão eclesial.
O CNE está implementado em cerca de 1 030 agrupamentos locais em todos os concelhos do território continental e regiões autónomas dos Açores e da Madeira, dispondo de uma rede de animação e coordenação territorial apoiada em meia centena de estruturas de núcleo e regionais, tendo como executivo nacional a Junta Central, que assegura a gestão e a implementação das políticas gerais e sectoriais do CNE.
No CNE os associados distribuem-se pelo género feminino e masculino em proporções idênticas. A associação tem tido um crescimento contínuo do seu efetivo, o que, tendo em conta o decréscimo de natalidade, é revelador da aceitação do Escutismo na sociedade portuguesa.

## História

### Fundação
O que é atualmente o Corpo Nacional de Escutas - Escutismo Católico Português nasceu em Braga a 27 de maio de 1923. Foram seus fundadores o arcebispo D. Manuel Vieira de Matos e Dr. Avelino Gonçalves, que em Roma mantiveram os primeiros contactos com o Movimento, quando ali assistiram, em 1922, a um desfile de 20 000 scouts (escutas), por ocasião do Congresso Eucarístico Internacional que esse ano se realizou na Cidade Eterna. 
Depois de bem documentados regressaram a Braga e rodearam-se de um grupo de 11 bracarenses corajosos e valentes que, a 24 de maio de 1923, faziam a sua primeira reunião, no prédio n.° 20 da Praça do Município, para estudarem a possibilidade e oportunidade da criação de um grupo de scouts católicos em Portugal: assim nasceu o Corpo de Scouts Católicos Portugueses, cujos estatutos foram aprovados a 27 de maio desse mesmo ano pelo governador civil de Braga, e confirmados em 26 de Novembro pela portaria n.° 3 824 do Ministério do Interior, começando a partir desse dia a existir oficialmente, com legalidade e personalidade jurídica.
A 26 de maio de 1924, é publicado o Decreto-lei n.° 9 729, que confirma a aprovação dos estatutos e alarga a todo o território Português o âmbito da Associação. Em Janeiro de 1925, reuniu em Braga, pela primeira vez a Junta Nacional com: D. Manuel Vieira de Matos, diretor-geral; D. José Maria de Queirós e Lencastre, comissário nacional; Dr. Avelino Gonçalves, inspetor-mor; Cap. Graciliano Reis S. Marques, 1.°vogal e Álvaro Benjamim Coutinho, 2.° vogal.
O Movimento estende-se de Norte a Sul de Portugal e - como meio de informação entre todas as unidades - apareceu em fevereiro de 1925 o primeiro número do jornal Flor de Lis que mais tarde, em janeiro de 1945, se apresentaria em forma de revista.
Ainda em 1925, a 28 de fevereiro, o Decreto n.° 10 589, de 14 de fevereiro, publicado no Diário de Governo, ratifica a aprovação dos Estatutos do agora denominado Corpo Nacional de Scouts (CNS), cujo documento foi assinado por Manuel Teixeira Gomes, presidente do Ministério e Hélder Armando dos Santos Ribeiro, ministro da Guerra. A 15 de março foi aprovada a nova redação do Regulamento Geral e ainda nesse ano, alguns responsáveis do Movimento deslocaram-se a Roma e foram recebidos pelo Papa Pio XI, que lhes dirigiu palavras de muito apreço e encorajamento pelo progresso e expansão do Movimento, em Portugal.

### Crescimento
O ano de 1926 foi de intensa atividade e projeção para o CNS. Durante ele foram criadas e aprovadas as juntas regionais de Portalegre, Açores, Coimbra e Lisboa e o Núcleo do Porto, que vieram juntar-se à de Leiria, criada no ano anterior. Prova inequívoca do interesse que o Escutismo Católico estava a despertar na população portuguesa foi também o 1.° Acampamento Nacional que em Agosto desse ano se realizou em Aljubarrota, durante o qual foi entronizada na capela de São Jorge a imagem do Beato Nuno, transportada para ali num impressionante cortejo de mais de 10 000 pessoas. Este acampamento serviu como rastilho para galvanizar os entusiasmos da juventude portuguesa de tal modo que, no ano seguinte, foram constituídas as juntas regionais da Guarda, Viseu e Madeira e os núcleos da Régua, Coimbra e Aveiro.
Os progressos do Movimento eram tais que, no conselho nacional reunido em Braga em Maio de 1927, o arcebispo fundador afirmava que "o escutismo é a maior obra católica no meu país" e a testemunhá-lo realizava-se logo em dezembro desse ano o 1.º Congresso de Assistentes do Movimento; em Março de 1928, após alguns meses de negociações foi aprovado o estatuto das várias associações de scouts de Portugal com vista à sua federação; em agosto realizou-se em Cacia o 2.° Acampamento Nacional. Ainda nesse ano o Movimento chega a Moçambique (cidade da Beira). A 5 de março de 1929, Baden-Powell visita Portugal e assiste em Lisboa a um desfile de 700 scouts que o aplaudem com entusiasmo; em abril desse ano realiza-se em Coimbra o 1.° Congresso Nacional de Dirigentes e a 2 de Maio o CNS é admitido no Bureau Mundial do Escutismo; em 16 de junho foi inaugurada a sede da Junta Central, na Rua da Boavista, em Braga, estando presentes o arcebispo-Fundador e as autoridades civis e militares da cidade; em agosto, 26 elementos tomam parte no 3.º Jamboree Internacional de Arrowe Park, merecendo o seu testemunho um ofício do próprio Baden-Powell, dirigido ao Presidente da República Portuguesa dizendo:"[…] distinguiram-se durante a sua estada no campo pela sua inteligência, disciplina e eficiência e sobretudo pela sua amabilidade, encantador espirito de amizade para com os seus irmãos escuteiros e para com quem estivessem em contacto."
Em agosto de 1930 realizou-se na praia da Granja o 3.° Acampamento Nacional; a 9 de julho do ano seguinte no regresso da sua viagem à África do Sul, Baden-Powell visitou os scouts da Madeira; a 29 de junho de 1932 foi publicado o Decreto que regularizava a Organização Escutista em Portugal; em Braga - berço do CNE -, teve lugar o 4.° Acampamento Nacional onde se levantaram 93 tendas e acamparam 464 Escutas. A 28 de Setembro de 1932, tombou o gigante; às primeiras horas desse dia D. Manuel Vieira de Matos rendeu a alma ao criador e partiu em direção ao Acampamento Eterno. Contava 71 anos de idade e o CNS sentiu por dentro a partida do seu fundador! No ano seguinte é a vez de Dr. Avelino Gonçalves deixar também o Movimento que ajudou a nascer e carinhosamente fez crescer, para se dedicar a outro múnus do seu Ministério. Sucede-lhe no CNE o Cónego Martins Gonçalves.
No ano de 1934 foi publicado o 1.° Regulamento que permite a entrada de senhoras para o CNS como dirigentes de alcateias e a 12 de abril do mesmo ano, Baden-Powell chega a Lisboa acompanhado de sua esposa e 700 dirigentes ingleses. Devido ao seu precário estado de saúde não pôde sair do barco, mas um garboso desfile com cerca de 2000 scouts foi ao cais saudar o Chefe Mundial que visitava o Portugal continental pela segunda vez. Em novembro, foi publicado o novo Regulamento onde aparece oficialmente a nova designação de "Escutas" em substituição de "Scouts", desaparecendo definitivamente o CNS para aparecer o CNE.
Em 1935, reunido no Porto, o Conselho Nacional substitui o termo de "diretor" por "assistente" e "inspector" por "secretário (Nacional)". 1936 é um ano difícil para o CNE, talvez o mais crítico de toda a sua existência. A Organização Escutista de Portugal é extinta pela Portaria n.° 8488, publicada no Diário do Governo de 13 de agosto de 1936, e o CNE volta a regular-se pelo Decreto n.° 10 589, de 14 de fevereiro de 1925. A situação é crítica porque a oficialização dos movimentos juvenis por parte da Igreja e do Estado deixaram o escutismo como que ao abandono, mas a coragem, dedicação e espírito escuta de um bom punhado de Dirigentes afastaram o perigo e evitaram o naufrágio, e assim, em agosto desse ano, já se realizava em Leiria o 6.° Acampamento Nacional. Em agosto de 1939 teve lugar na Madeira o 2.° Congresso Nacional de Dirigentes. No ano das Comemorações Centenárias (1940), o CNE quis assinalar a sua presença neste jubileu da nacionalidade. O Conselho Nacional da Figueira da Foz delibera levantar o seu cruzeiro da independência na cidade berço, Guimarães, solenemente inaugurado a 8 de dezembro, Dia da Imaculada. Em 1941, como os escutas de todo o mundo, o CNE sente profundamente a morte de Baden-Powell que faleceu no Quénia a 8 de janeiro desse ano, com 83 anos de idade e uma extensa e brilhante folha de serviços prestados à Humanidade.

No meio das dificuldades surgem notas de apreço e reconhecimento de dois amigos do CNE: suas Santidades Pio XII e Paulo VI.
"E que a Associação Portuguesa de Escutas Católicos pelos seus muitos e grandes serviços prestados […] bem merece da Igreja. Mais de 60.000 jovens ele procurou formar no Amor e na Prática da Fé, da Piedade, da Caridade e das outras virtudes."
E em 1934, em nome de Pio XII, escreve ainda J. B. Montini: «É também digno de todo o louvor o espírito que tem animado o CNE: fidelidade e obediência à Hierarquia, para "bem servir" e "da melhor vontade"».

No momento de tantas dúvidas e no meio de tanta esperança e Fé, as palavras do fundador, D. Manuel Vieira de Matos:
«Queridos rapazes, metade do meu coração é vosso, levai-o convosco» E acrescentava às palavras de Pio XI: «Deveis ser os primeiros na profissão de fé cristã, os primeiros na dignidade da vida, os primeiros na pureza, os primeiros em todas as manifestações da vida cristã». «Depois de Deus, a dedicação até ao sacrifício dos seus dirigentes, e o seu magnifico órgão, a "Flor de Lis" encerram certamente o segredo do extraordinário progresso desta que consideramos a mais benéfica instituição juvenil ».
Sucedem-se pois os 7.° e 8.° Acampamentos Nacionais em Tomar (1946) e em Braga (1948). E, em 1950, procede-se à aprovação de novos Estatutos e publica-se novo Regulamento Geral. Aliás, estas duas décadas que se vão seguir (50/60) parecem ter dado origem a uma pequena "revolução" após as vicissitudes atrás referidas. Com efeito, ainda em 1950 (a 5 de Novembro) a Junta Central transfere-se para Lisboa e nos anos seguintes vários dirigentes deslocam-se ao estrangeiro (nomeadamente a Gilwell Park, em Londres) para frequentarem Cursos de Formação de Dirigentes. Sucedem-se os Campos-Escola e os Acampamentos Nacionais que continuam a reunir já não centenas, mas milhares de Escutas. Foi assim com os 9.°, 10.° e 11.° Acampamentos Nacionais que reuniram em Coimbra (1952), Porto (1956) e Lisboa (1960). É também em Lisboa que, no ano seguinte, se realiza, de 19 a 25 de Setembro, a Conferência Internacional do Escutismo. O CNE cresce a olhos vistos e assiste, em1963, à inauguração, em Fraião, de um Campo-Escola permanente que incrementará, sem dúvida, as possibilidades de Formação de Dirigentes. Logo, no ano seguinte, novoAcampamento Nacional, o 12.º, desta feita na Covilhã, evidenciando-se assim uma preocupação pelo desenvolvimento do Escutismo no interior do pais.
Assim se verifica, em 1966 e a 15 de agosto, em Fátima, o 1.° Encontro Nacional de Dirigentes, a que se segue, em 1968 e em Portalegre, o 13.° Acampamento Nacional. E com tudo isto, ainda por solidificar, um CNE ainda jovem, está a 5 anos do seu jubileu, que se verificou em 1973, com grande pompa, numa Concentração Nacional em Braga (no mês de maio) e com o 14.° Acampamento Nacional, em Leiria.

### O CNE lança "alicerces" para o futuro
Com as transformações da sociedade portuguesa, que viria assistir à Revolução de Abril de 1974, também no CNE se operam transformações. Em Julho de 1974, a Junta Central considera-se demissionária e o Conselho Nacional nomeia uma Comissão Executiva que passa a gerir a Associação. Este processo conduz à aprovação dos novos Estatutos, em 9 de março de 1975, em consequência dos quais é empossada a 1.ª Junta Central eleita por sufrágio directo tendo como Chefe Nacional Manuel António Velez da Costa, qual viria a ser reconduzido no cargo em 1980, igualmente através de eleições nacionais.
Em 1976, uma conclusão do Conselho Nacional admite, com condições, a admissão de jovens de sexo feminino para as várias secções, altura que é considerada por alguns sectores da associação como o lançamento da coeducação no CNE. Em 1978 realiza-se o 15.° Acampamento Nacional em Aveiro, já com um campo sénior, para a III secção, entretanto criada, para os jovens dos 14 aos 17 anos, com os Estatutos de 1975.
Em 1980, finalmente, em Ermesinde, o Conselho Nacional reúne extraordinariamente para lançar um novo Sistema de Formação de Dirigentes.
Com o seu mandato a terminar, a equipa de Velez da Costa, numa "ponta final impressionante", consegue dirigir a Associação num caminho que passou, em 1981, por um revisão estatutária (concluída em 26 de Setembro) até à revisão geral do regulamento do CNE, que ficaria concluída em princípios de 1984, para entrar em vigor em 1 de Março do mesmo ano. No ano seguinte (29.05.1982), uma representação dos Comités Mundial e Europeu deslocam-se a Portugal, onde entregam ao CNE e à AEP, que recentemente haviam fundado e constituído a FEP (Federação Escutista de Portugal), o respectivo diploma. Caminho que assistiu ainda à realização do 16.° Acampamento Nacional em Setúbal, em 1983, numa altura em que davam os primeiros passos do acordo celebrado entre o CNE e o MSC (Movimiento Scout Católico de Espanha), após uma Cimeira Ibérica das duas associações. Tudo, entretanto, recheado com duas prendas: a "Medalha de Bons Serviços Desportivos" e o reconhecimento do CNE (Escutismo Católico Português) como Instituição de Utilidade Pública, conforme despacho do Primeiro Ministro, publicado no Diário da República, II série, de 3 de Agosto de 1983 (Despacho de 20 de Julho de 1983).

### Rumo à atualidade
Os últimos quinze anos ficam marcados por uma grande expansão do Escutismo e aumento dos efectivos, em todo o continente e regiões autónomas. Novas áreas são desenvolvidas. A do ambiente com a inauguração em 1988, do Centro Nacional de Formação Ambiental, em S. Jacinto, com toda a gama das mais diversas campanhas, onde se destaca a de "Um Milhão de Árvores". Campanhas como a do calendário escutista, a do seguro escuta, a da sede própria e outras vêem, concretizar o nosso património. A nível pedagógico dá-se realce ao aparecimento das metodologias educativas das quatro secções, livros, revistas, fichas e manuais. Rover's, encontros e fóruns de caminheiros, expansão do Escutismo Marítimo, a forte sensibilização do Escutismo de integração, são pontos fortes na vida da associação.
Os últimos três Acampamentos Nacionais, como o de Bagunte em 1987, o do Palheirão em 1992, em que o governo atribuiu a Ordem de Mérito, como reconhecimento do CNE junto dos jovens Portugueses e o de Valado de Frades em 1997, constituíram pontos altos na vida da Associação e dos milhares e milhares de jovens participantes.
Como resultado destes eventos foi a presença maciça no Jamboree da Holanda em 1995 e do Moot na Suécia em 1996 que são bem o testemunho do grande desenvolvimento que ocorre a todos os níveis.
Seminários como o da Família em 1994 e o congresso "Valores e Missão" em 96/97, concretizam a forte maturidade e implantação do Escutismo Católico em toda a sociedade portuguesa.

## Número de escuteiros em Portugal
Dos 64 070 escuteiros recenseados em 2007, 11 346 eram dirigentes. Já por secções, a que tinha mais elementos eram os Exploradores, com 17 329 elementos. Já os Lobitos contabilizavam 15 405, enquanto os Pioneiros eram 12 468 escuteiros. Em relação aos Caminheiros estavam contabilizados 7 522 elementos.
A sua distribuição no país mostra que em 2007, Braga era a região que tinha mais elementos, num total de 15 242 escuteiros, dos quais 2 600 eram dirigentes. Seguia-se a região de Lisboa com 10 955 elementos. Depois surgiam a região do Porto (8 177), Setúbal (3 996), Coimbra (3 529) e Aveiro (3 529).

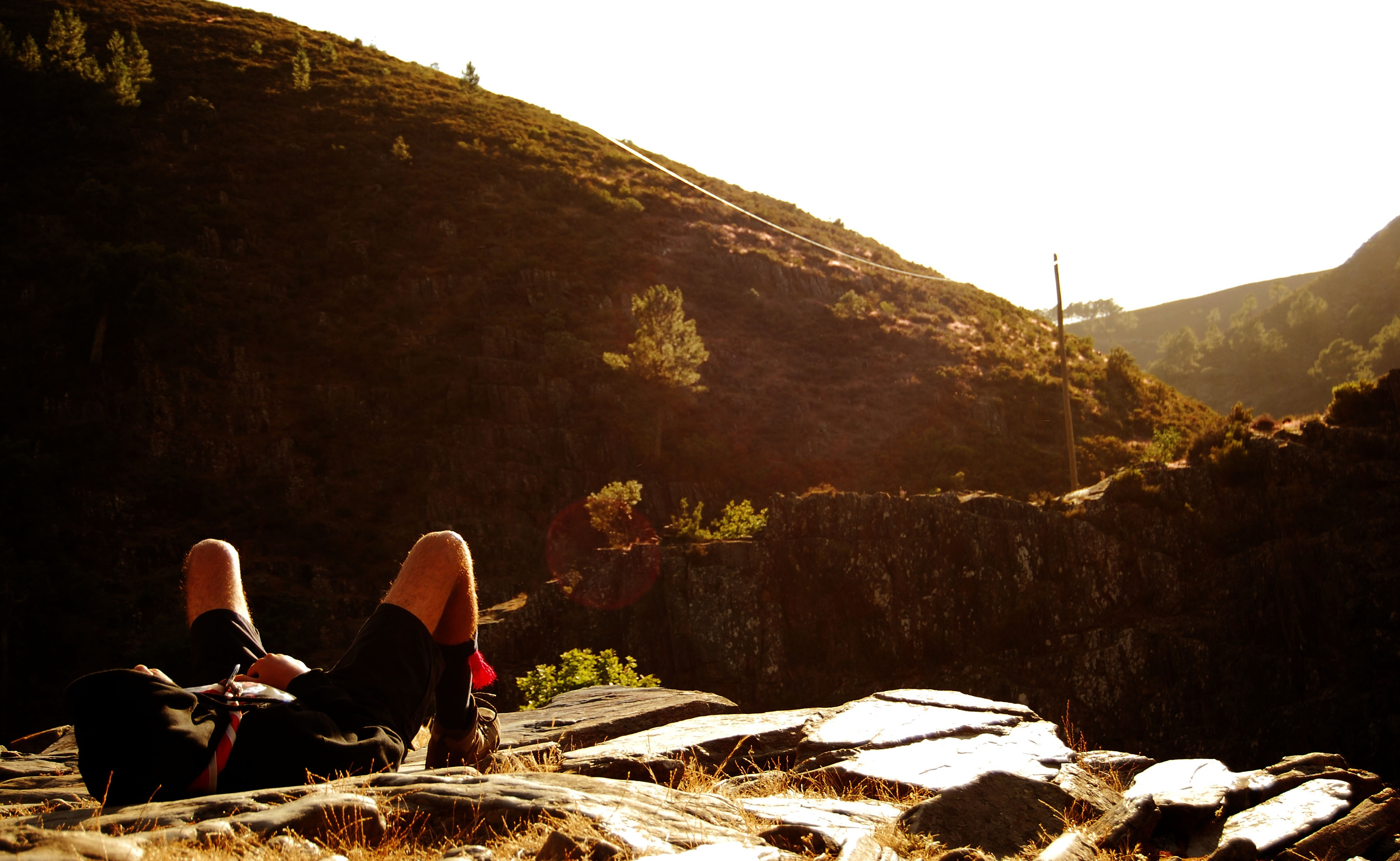
Caminheiro na aldeia da Drave, Base Nacional da IV Secção

Em 2013, os escuteiros tornaram-se a maior organização juvenil portuguesa com 73 mil membros, dos quais são 59 mil jovens e mais de 14 mil adultos voluntários.
Segundo dados de 2020, reportados pelo proprio CNE existem:
- 16 085 Lobitos
- 19 227 Exploradores e Moços
- 15 074 Pioneiros e Marinheiros
- 7 341 Caminheiros e Companheiros
- 14 266 Dirigentes
- Totais - 71 993 [2]

## Condecorações
- Grau de Membro-Honorário da Ordem do Mérito (17 de julho de 1992)[3]
- Grau de Membro-Honorário da Ordem do Infante D. Henrique (29 de maio de 1998)[3]
- Grau de Membro-Honorário da Ordem da Instrução Pública (1 de agosto de 2022)[3]

## Organização Pedagógica
O Corpo Nacional de Escutas está organizado pedagogicamente em 4 secções, associadas a faixas etárias, com nomenclaturas próprias. Dentro de cada secção, os jovens organizam-se em pequenos grupos, tendo cada elemento uma função específica.

### Alcateia - formada pelos Lobitos
- os elementos são denominados Lobitos e estão organizados em Bandos de 5 a 7 elementos;
- denomina-se Alcateia a Unidade formada pelos Bandos de Lobitos, onde cada uma tem 2 a 5 Bandos;
- cada Bando designa-se e distingue-se por uma cor que figura no distintivo de cada Lobito e na bandeirola de Bando: branco, cinzento, preto, castanho e ruivo;
- o local de reunião dos Lobitos é designado Covil;
- o seu patrono é São Francisco de Assis;
- a cor representativa desta secção é o Amarelo;
- idade: dos 6 aos 10;

### Expedição - formada pelos Exploradores
- os elementos são denominados Exploradores e estão organizados em Patrulhas de 4 a 8 elementos;
- denomina-se Expedição a Unidade formada pelas Patrulhas, onde cada uma tem 2 a 5 Patrulhas;
- cada Patrulha designa-se pelo nome de um animal, o Totem, cuja silhueta e respectivas cores figuram na bandeirola da Patrulha assim como no distintivo da camisa do Explorador;
- o local de reunião dos Exploradores é designado Base;
- o seu patrono é São Tiago;
- a cor representativa desta secção é o Verde;
- idade: dos 10 aos 14.

### Comunidade - formado pelos Pioneiros
- os elementos são denominados Pioneiros e estão organizados em Equipas de 4 a 8 elementos;
- denomina-se Comunidade a Unidade formada pelas Equipas, onde cada um tem 2 a 5 Equipas;
- cada Equipa designa-se por um Santo da Igreja, um Benemérito da Humanidade ou um Herói Nacional, cuja silhueta figura na bandeirola e no distintivo da Equipa;
- o local de reunião dos Pioneiros é designado Abrigo;
- o seu patrono é São Pedro;
- a cor representativa desta secção é o Azul;
- idade: dos 14 aos 18.

### Clã - formado pelos Caminheiros
- os elementos são denominados Caminheiros e estão organizados em Tribos de 4 a 8 elementos;
- denomina-se Clã a Unidade formada pelas Tribos de Caminheiros, onde cada um tem 2 a 5 Tribos;
- cada Tribo escolhe um Patrono - Santo da Igreja, Benemérito da Humanidade ou Herói Nacional - cuja vida todos devem conhecer e tomar como modelo de acção;
- o local de reunião dos Caminheiros é designado Albergue;
- o seu patrono é São Paulo;
- a cor representativa desta secção é o Vermelho;
- idade: dos 18 aos 22.

## Organização Pedagógica -Escuteiros Marítimos
O ramo dos Marítimos, embora organizado de forma semelhante, com 4 secções, utiliza uma terminologia própria.

### Alcateia - formada pelos Lobitos
- os elementos são denominados Lobitos e estão organizados em Bandos de 5 a 7 elementos;
- denomina-se Alcateia a Unidade formada pelos Bandos de Lobitos onde cada uma tem 2 a 5 Bandos;
- cada Bando designa-se e distingue-se por uma cor que figura no distintivo de cada Lobito e na bandeirola do Bando: branco, cinzento, preto, castanho e ruivo;
- o patrono deles é São Francisco de Assis;
- a cor do lenço dos Lobitos é o Azul debruado a Amarelo.

### Flotilha - formada pelos Moços
- os elementos são denominados Moços e estão organizados em Tripulações de 4 a 8 elementos;
- denomina-se Flotilha a Unidade formada pelas Tripulações de Moços onde cada uma tem 2 a 5 Tripulações;
- cada Tripulação designa-se pelo nome de um animal marinho ou ligado à vida aquática, o Totem, cuja silhueta figura na bandeirola da Tripulação e as respectivas cores no distintivo;
- o seu patrono é São Tiago;
- a cor do lenço dos Moços é o Azul Claro (debruado a Branco).

### Frota - formada pelos Marinheiros
- os elementos são denominados Marinheiros e estão organizados em Equipagens de 4 a 8 elementos;
- denomina-se Frota a Unidade formada pelas Equipagens de Marinheiros, cada uma tem 2 a 5 Equipagens;
- cada Equipagem designa-se por nome de animal, o Totem, ou um Santo da Igreja, um Benemérito da Humanidade ou um Herói Nacional, sempre com a tendência da valorização de elementos ligados ao meio náutico, cuja silhueta figura na bandeirola e no distintivo da Equipagem;
- o seu patrono é São Pedro;
- a cor do lenço dos Marinheiros é o Azul Escuro (debruado a Branco).

### Comunidade - formada pelos Companheiros
- os elementos são denominados Companheiros e estão organizados em Companhas de 5 a 8 elementos;
- denomina-se Comunidade a Unidade formada pelas Companhas de Companheiros, cada uma tem 2 a 5 Companhas;
- cada Companha escolhe para patrono um Santo da Igreja, Benemérito da Humanidade ou Herói Nacional, preferencialmente ligado ao meio náutico, cuja vida os Companheiros devem conhecer e tomar como modelo de acção;
- o seu patrono é São Paulo;
- a cor do lenço dos Companheiros é o Branco (debruado a Azul Escuro)

## Orgnização Instituçional
Junta Central
A Junta Central é o órgão executivo do nível nacional do Corpo Nacional de Escutas, é eleito em equipa constituída pelo Chefe Nacional, Chefe Nacional Adjunto, Secretário Internacional e três ou cinco Secretários Nacionais. O Assistente Nacional é nomeado pela hierarquia da Igreja. 
No exercício das suas funções executivas, compete à Junta Central, nomeadamente:
- assegurar a representação da associação;
- coordenar e dinamizar a prossecução dos objetivos da associação;
- desenvolver o espírito da fraternidade mundial do Escutismo;
- promover as ações necessárias à correta aplicação do método escutista;
- assegurar o funcionamento dos Serviços Centrais e implementar a eficiência organizativa;
- administrar o património do nível nacional do CNE e dinamizar a independência económica da associação;
- representar a associação em Juízo e fora dele.

Conselho Fiscal e Jurisdicional
O Conselho Fiscal e Jurisdicional Nacional é composto por cinco dirigentes, competindo-lhes, nomeadamente:
- velar pelo cumprimento dos Estatutos e Regulamentos do CNE;
- acompanhar e fiscalizar a administração e gestão financeira da Junta Central;
- dar parecer sobre o relatório e contas ao Conselho Nacional;
- elaborar pareceres sobre questões de âmbito estatutário e regulamentar;
- exercer o poder disciplinar;
- exercer o poder jurisdicional como último órgão de recurso;
- emitir recomendações aos órgãos do CNE;
- convocar os Conselhos Nacionais quando a Mesa o não faça nos termos estatutários e regulamentares;
- cumprir as demais atribuições constantes da lei.

Mesa dos Conselhos Nacionais
Compete à Mesa dos Conselhos Nacionais convocar e orientar os trabalhos dos Conselhos Nacionais. A Mesa dos Conselhos Nacionais é composta por um Presidente, o Assistente Nacional, dois Vice-Presidentes e três Secretários.
Comissão Eleitoral Nacional
Compete à Comissão Eleitoral Nacional:
- liderar e orientar todos os processos eleitorais;
- proceder a ampla divulgação de todo o processo eleitoral;
- nomear a constituição de Mesas de Voto;
- verificar a regularidade do processo de candidatura, a legitimidade dos proponentes e a elegibilidade dos propostos;
- comunicar à competente autoridade eclesiástica a composição das listas com o processo regularizado;
- divulgar as listas admitidas, sua constituição e objetivos gerais de candidatura;
- elaborar as listas de candidatos a afixar nas Mesas de Voto;
- providenciar os respetivos boletins de voto (RE 01 ou RE02) e envelopes (RE 03) para o voto por correspondência de acordo com os modelos em vigor;
- providenciar a existência de boletins de voto suficientes nas Mesas de Voto;
- enviar, até 30 dias antes da eleição, boletins de voto e respetivos envelopes em quantidade não inferior ao número de eleitores constantes do caderno eleitoral (RE 06), para todos os Agrupamentos e Juntas e, ainda, para os eleitores que o solicitem, destinados ao voto por correspondência;
- indicar às Mesas de Voto os delegados de cada lista devidamente acreditados (RE 04);
- apurar, homologar e divulgar os resultados finais;
- decidir sobre os casos omissos no presente regulamento.[5]

## Estrutura Nacional
O Corpo Nacional de Escutas está subdivido em 20 regiões, que correspondem às dioceses. Nas Regiões onde se verifica um elevado número de Agrupamentos, ou onde a distribuição geográfica tenha características especiais, podem os Agrupamentos de uma determinada área territorial organizar-se em Núcleos.
As regiões são:
- Açores
  - Núcleo do Faial
  - Núcleo da Graciosa
  - Núcleo do Pico
  - Núcleo de Santa Maria
  - Núcleo de São Jorge
  - Núcleo de São Miguel
  - Núcleo da Terceira

- Algarve

- Aveiro
- Beja

- Braga
  - Núcleo de Barcelos
  - Núcleo de Braga
  - Núcleo Cego do Maio
  - Núcleo de Fafe
  - Núcleo de Famalicão
  - Núcleo de Guimarães
  - Núcleo Póvoa de Lanhoso
  - Núcleo de Vieira do Minho
  - Núcleo de Vila verde

- Bragança

- Coimbra
  - Núcleo Beira-Mar
  - Núcleo Centro Norte
  - Núcleo Mondego Sul

- Évora

- Guarda
- Leiria

- Lisboa
  - Núcleo da Barra
  - Núcleo Ocidental de Lisboa
  - Núcleo Oeste
  - Núcleo Oriental de Lisboa
  - Núcleo Moinhos de Vento
  - Núcleo Serra da Lua
  - Núcleo Solarius

- Madeira
- Portalegre e Castelo Branco

- Porto
  - Núcleo Centro Norte
  - Núcleo Cidade do Porto
  - Núcleo Douro Sul
  - Núcleo Este
  - Núcleo Litoral
  - Núcleo Norte
  - Núcleo Terras de Santa Maria

- Santarém
- Setúbal
- Viana Castelo
- Vila Real
- Viseu[8]

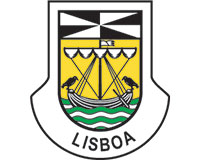
Insígnia Região de Lisboa

O CNE tem ainda dois Agrupamentos fora do território nacional: em Macau, na China (Agrupamento 341) e em Genebra, na Suiça (agrupamento 1308).